# Młynary (gromada)
Młynary – dawna gromada, czyli najmniejsza jednostka podziału terytorialnego Polskiej Rzeczypospolitej Ludowej w latach 1954–1972.
Gromady, z gromadzkimi radami narodowymi (GRN) jako organami władzy najniższego stopnia na wsi, funkcjonowały od reformy reorganizującej administrację wiejską przeprowadzonej jesienią 1954 do momentu ich zniesienia z dniem 1 stycznia 1973, tym samym wypierając organizację gminną w latach 1954–1972.
Gromadę Młynary z siedzibą GRN w Młynarach (wówczas wsi) utworzono – jako jedną z 8759 gromad na obszarze Polski – w powiecie pasłęckim w woj. olsztyńskim na mocy uchwały nr 23 WRN w Olsztynie z dnia 4 października 1954. W skład jednostki weszły obszary dotychczasowych gromad Kraskowo, Młynary, Młynarska Wola, Płonne, Sąpy i Zaścianki oraz miejscowości Góry, Górski Las i Mikołajki z dotychczasowej gromady Słobity ze zniesionej gminy Młynary w tymże powiecie. Dla gromady ustalono 27 członków gromadzkiej rady narodowej.
1 stycznia 1960 do gromady Młynary włączono wieś Słobity i osadę Karpówek ze zniesionej gromady Osiek w tymże powiecie.
31 grudnia 1961 do gromady Młynary włączono obszar zniesionej gromady Zastawno oraz wsie Nowica i Stare Siedlisko ze zniesionej gromady Nowica w tymże powiecie.
Gromada przetrwała do końca 1972 roku, czyli do kolejnej reformy gminnej. 1 stycznia 1973 w powiecie pasłęckim reaktywowano gminę Młynary (od 1999 gmina znajduje się w powiecie elbląskim).